# Casuarina collina
Casuarina collina là một loài thực vật có hoa trong họ Casuarinaceae. Loài này được Poiss. ex Pancher & Sebert mô tả khoa học đầu tiên năm 1873.

## Hình ảnh

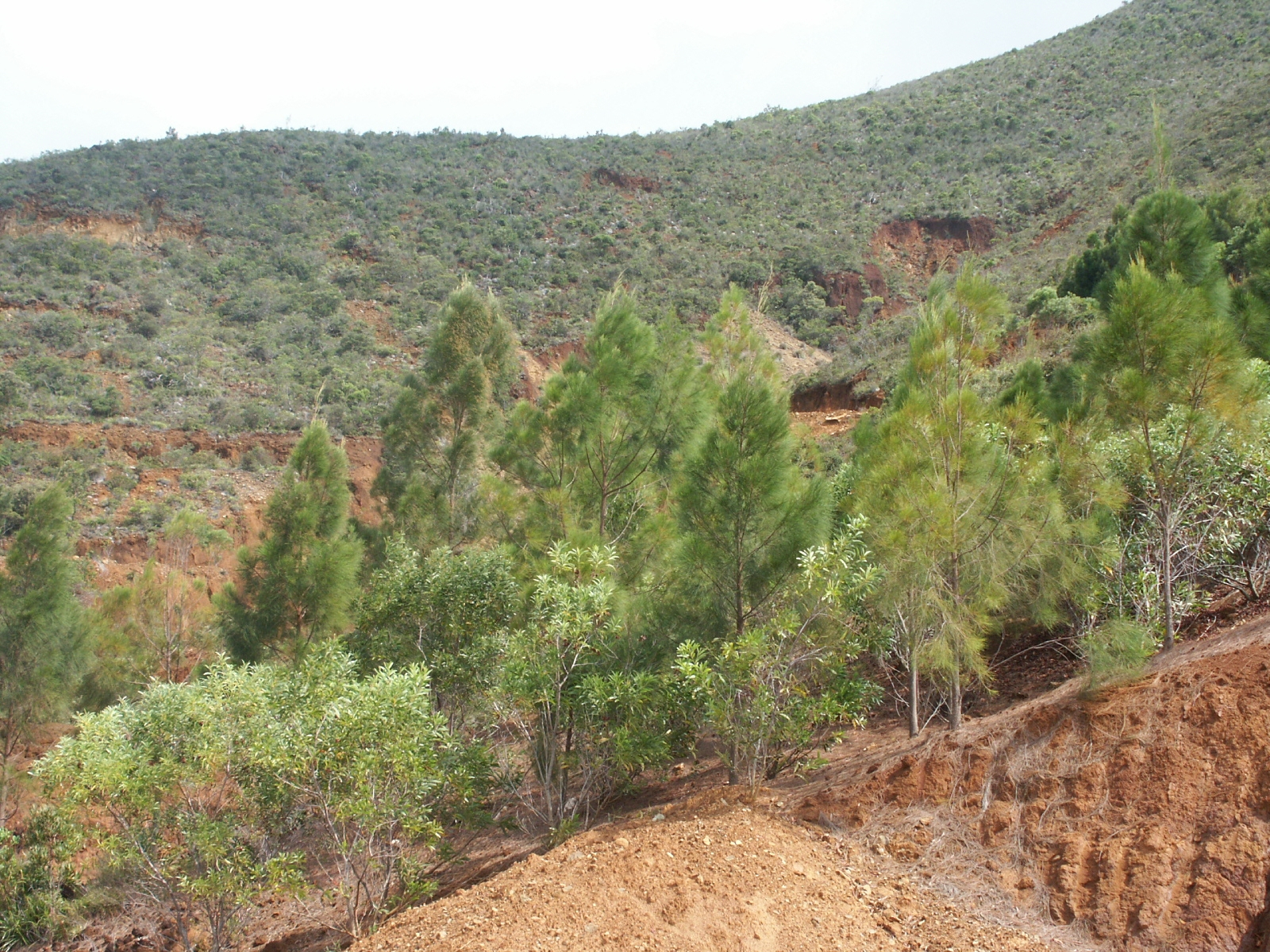
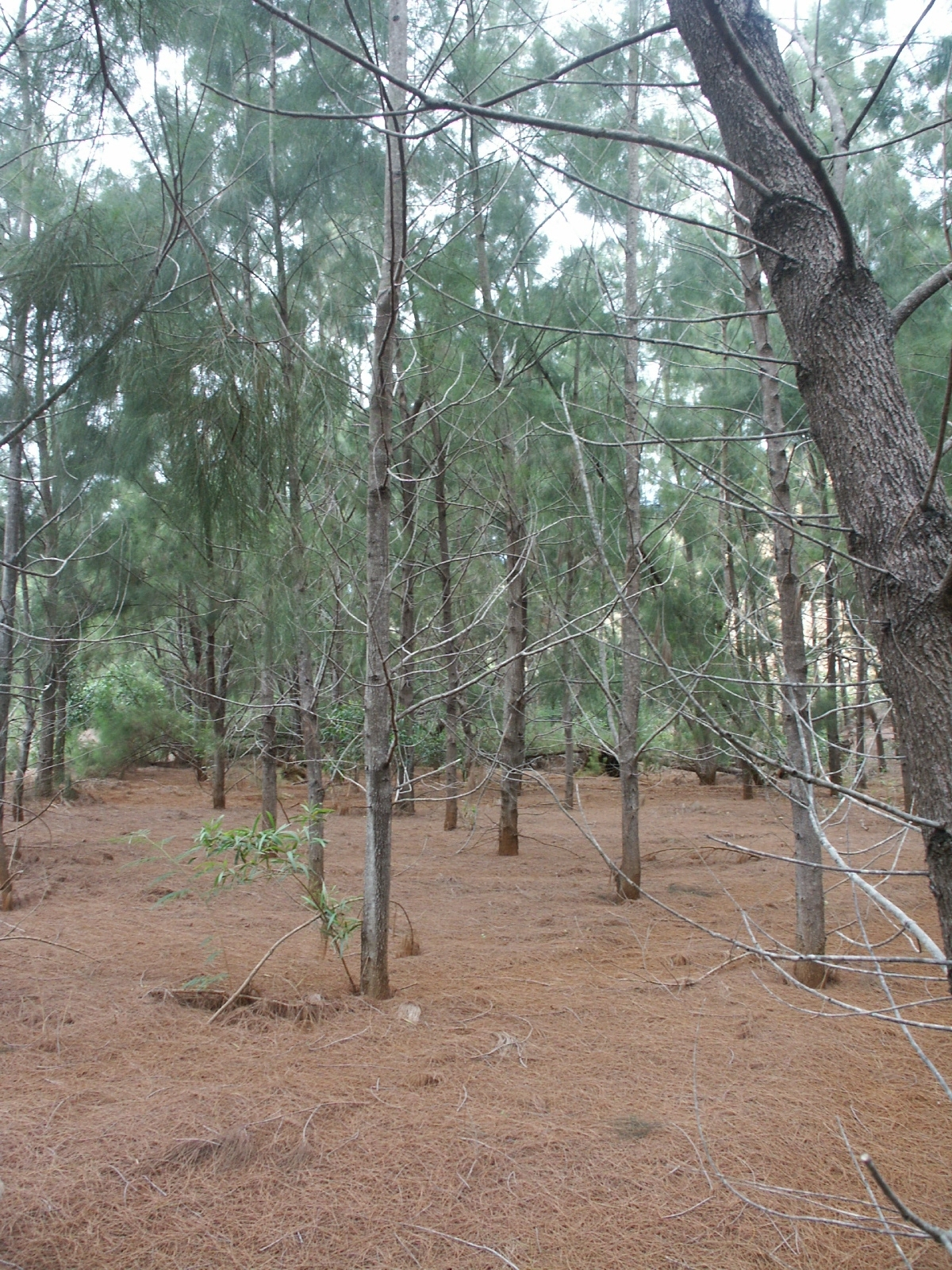
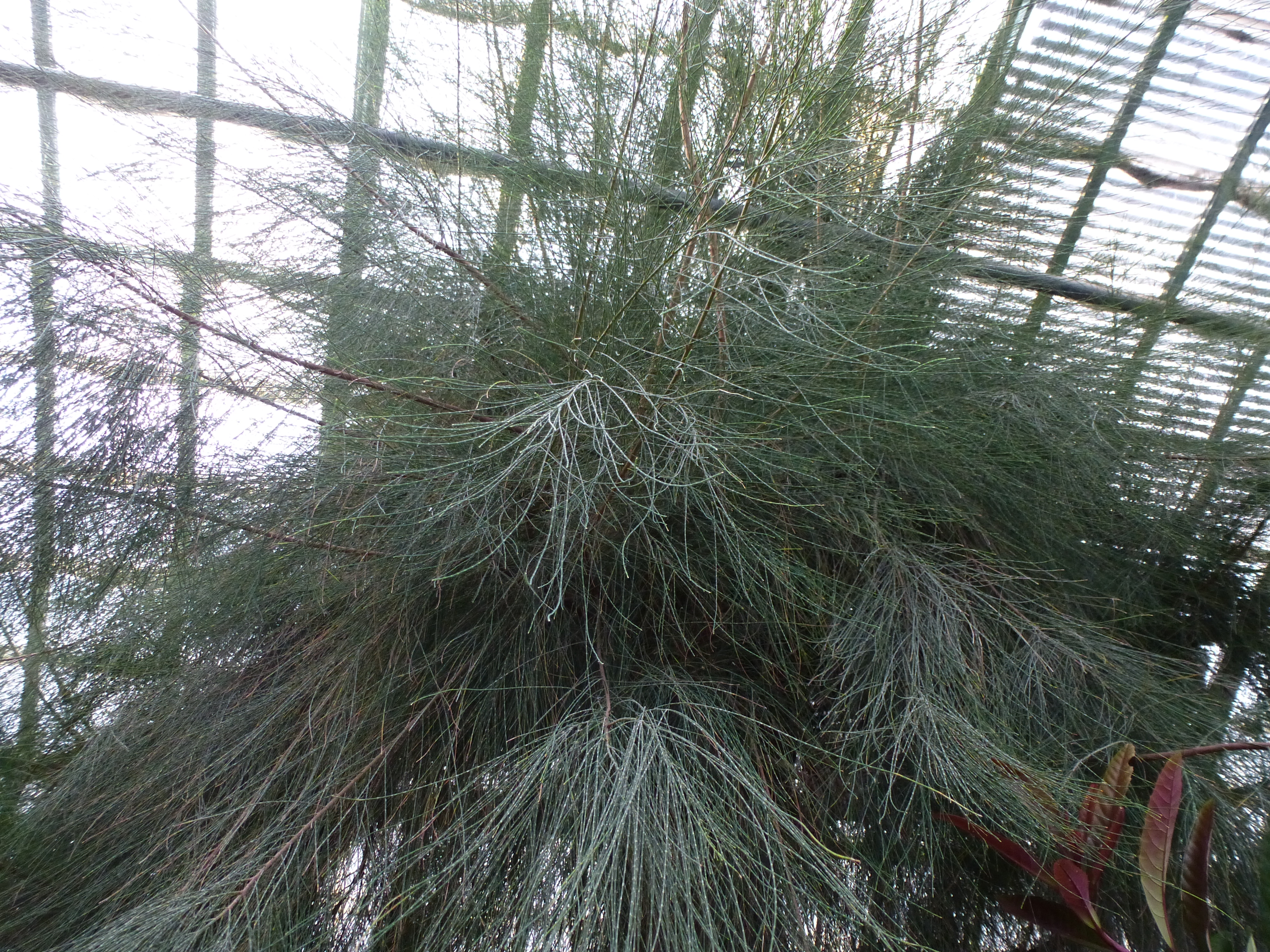
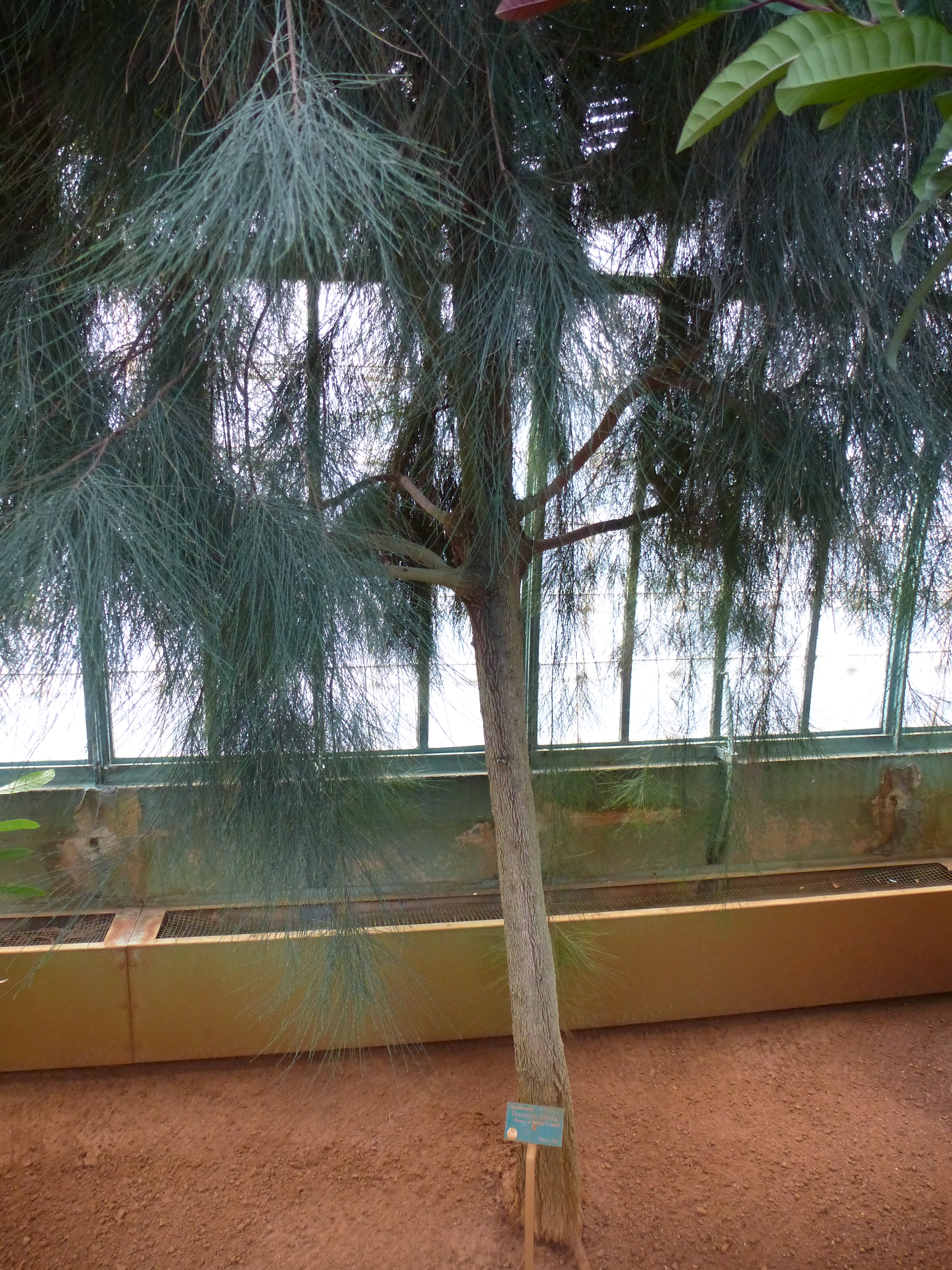